# FNS27時間テレビ (2013年)
『FNS27時間テレビ 女子力全開2013 乙女の笑顔が明日をつくる!!』（FNS27じかんテレビ じょしりょくぜんかい2013 おとめのえがおがあしたをつくる!!）は、フジテレビ系列で2013年8月3日（土）18:30 - 8月4日（日）20:54（JST）まで生放送された27回目となる『FNS27時間テレビ』。

## 概要
番組史上初の8月での放送となった。例年の放送時期である7月下旬は第23回参議院議員通常選挙の開票特番『FNN参院選 真夏の決断2013』やサッカーの東アジアカップ2013などが編成されていたため、もし同じ時期に放送するとその分放送時間を削られ、番組が成り立たなくなる恐れがあることから変更となった。7月以外での放送は2003年の6月に放送された第17回以来10年ぶりとなった。
今回の番組テーマは「女子力全開」。チーフプロデューサーは『10匹のコブタちゃん 〜ヤセガマンしないTV〜』『ホンマでっか!?TV』『アウト×デラックス』などの番組を手がける亀高美智子が務め、総合司会・メインパーソナリティーは11人の女性芸人が務めた。女性の総合司会・メインパーソナリティーは1991年第5回の有賀さつき・八木亜希子 以来22年ぶりで、女性芸人が総合司会・メインパーソナリティーとなるのは初で、また総合司会が11人置かれるのも「FNSの日」史上最多である。
総合司会とあるが実際には各コーナーにメインパーソナリティーが出演する形であり、司会・進行はメインアシスタントや各企画の司会者、進行役のアナウンサーが担当するため、主な総合司会の役割は次のコーナー紹介のみに限られ、各コーナーでも積極的な参加はなく、例年に比べて総合司会として機能しておらず、リーダー不在の11人の女性芸人は烏合の衆のような状態になってしまった。番組終盤の20時台は裏番組の関係で、森三中の3人が登場しないため、恒例の「提供読み」のVTRが森三中の3人が登場しないシーンが中心となった。
この回から製作総指揮が亀山千広社長に交代し（2016年の第30回まで続く）、2007年から6年間製作総指揮だった豊田皓副会長は制作代表となり日枝久会長との2人体制となった。

## 出演者
メインパーソナリティー（総合司会）
- オアシズ（光浦靖子・大久保佳代子）
- 森三中（大島美幸・黒沢かずこ・村上知子）[注釈 3]
- 椿鬼奴
- 友近
- ハリセンボン（近藤春菜・箕輪はるか）
- 柳原可奈子
- 渡辺直美

相談役
- マツコ・デラックス[注釈 4]

アシスタント
- 明石家さんま（メインアシスタント）[注釈 6]
- 岡村隆史（ナインティナイン）
- 加藤浩次
- 山下智久
- 今田耕司

中継担当
- ビートたけし

進行
- 生野陽子（フジテレビアナウンサー）
- 加藤綾子（当時フジテレビアナウンサー）

インフォメーション
- 榎並大二郎（フジテレビアナウンサー）

ほこ×たて 女性技師対決
- タカアンドトシ（タカ・トシ）

## 放送時間
8月3日（土）18:30 - 8月4日（日）20:54（26時間24分）

## 主な放送企画・コーナー

### メイン企画
「乙女たちの乙女たちによる笑顔になるための5大企画」と題されている。
真夏のなでしこ歌謡祭
- 出演：玉置浩二、青田典子、岡本真夜、相川七瀬、渡辺真知子、中村あゆみ、坂本冬美、ももいろクローバーZ、ゴールデンボンバー、マツコ・デラックス
- パフォーマーゲスト：早稲田摂陵高等学校、ほか

ほこ×たて 女性技師対決!
- 出演：タカアンドトシ（トシ・タカ）、本田朋子、福永一茂（実況）
- 第1戦出演：大島優子、ピース（又吉直樹・綾部祐二）
- 第2戦出演：中山秀征、東野幸治、ピース（又吉直樹・綾部祐二）

女芸人お母さん生中継
- アンジャッシュ（渡部建・児嶋一哉） - 森三中・大島の母親
- おぎやはぎ（小木博明・矢作兼）- オアシズ・光浦の母親
- 山崎弘也（アンタッチャブル） - 椿鬼奴の母親
- 山里亮太（南海キャンディーズ）- 友近の母親

約1回目のプロポーズ
放送中に女芸人がゲスト俳優が演じるスタッフに告白されるというオムニバスショートドラマ。
- 脚本：鈴木おさむ
  - 第1話 直美のはなし（出演 - 渡辺直美、小池徹平）
  - 第2話 佳代子のはなし（出演 - 大久保佳代子、平岡祐太）
  - 第3話 可奈子のはなし（出演 -  柳原可奈子、斎藤工）
  - 第4話 はるかのはなし（出演 - 箕輪はるか、鈴木一真）
  - 第5話 靖子のはなし（出演 - 光浦靖子、塚本高史、武田鉄矢（特別ゲスト））
  - 第6話 鬼奴のはなし（出演 - 椿鬼奴、福士蒼汰）
  - 第7話 友近のはなし（出演 - 友近、山本裕典）
  - 第8話 春菜のはなし（出演 - 近藤春菜、佐藤二朗）

ミスターFNSコンテスト 〜お前らを惚れさせてやるグランプリ!〜（FNS27局合同企画）
- 司会：今田耕司
- アシスタント：山下智久（予選）・明石家さんま（決勝戦）

各局代表の「イケメン」が「モテ芸」と称した得意の一芸を披露し、最後に統一の決め台詞「惚れたろ?」で締めるというコーナーであったが、余りにも失敗が多く、司会の今田がフォローに苦しむことがほとんどだった。

### その他の企画・コーナー
めちゃ²イケてるッ! 27時間テレビ「生爆烈お父さん オヤジも全力スペシャル!!」
- 出演：加藤浩次（極楽とんぼ）、光浦靖子（オアシズ）、ナインティナイン（岡村隆史・矢部浩之）、濱口優（よゐこ）、鈴木紗理奈
- ゲスト：AKB48（指原莉乃（当時HKT48）、大島優子、渡辺麻友、柏木由紀、高橋みなみ、小嶋陽菜、板野友美、島崎遥香、横山由依、川栄李奈、入山杏奈、松井玲奈（当時SKE48）、山本彩（当時NMB48））
- アシスタント：明石家さんま
  - BPO 放送倫理・番組向上機構の青少年委員会は9月3日開催の第148回委員会で、上記コーナーを審議の対象とし当該局の制作責任者等を招いて当該番組について意見交換を行うことを決定した。加藤扮する爆裂お父さんが生放送中に渡辺ら女性出演者の尻を打つ行為や両足を持って振り回すプロレス技をかけた後、頭を踏んだり蹴ったりする場面が複数回あり、視聴者から多数の苦情・抗議の電話等が相次ぎ「バラエティー番組の度を越している」「暴力行為であり不快」「台本通りにやっているのか、アクシデントなのか」「セクハラに近い行動」などの意見が多数寄せられた[3]。これがきっかけで加藤と渡辺に因縁が生まれることとなり、11月16日放送「運動オンチNo.1決定戦!AKB体育祭」で再会した2人は再現コント[注釈 8] を行った。この一連の出来事の後も、加藤と渡辺は『極楽まゆゆ』というコンビ名で2018年2月の「めちゃイケシュウ活プロジェクト」で行われた『爆裂お父さん』の最終回まで数回にわたってめちゃイケに出演した[注釈 9]。

ホンマでっか!?TV 27時間テレビスペシャル版
- 司会：明石家さんま、加藤綾子
- レギュラー：マツコ・デラックス、ブラックマヨネーズ（小杉竜一・吉田敬）、磯野貴理子、島崎和歌子
- アシスタント：岡村隆史（ナインティナイン）

アウト×デラックスPRESENTS 朝までできない?生テレビ!
- 司会：矢部浩之（ナインティナイン）、マツコ・デラックス
- アシスタント：岡村隆史（ナインティナイン）

さんま・中居の今夜も眠れない
- 出演：明石家さんま、中居正広（当時SMAP）
- 進行：西山喜久恵
- アシスタント：岡村隆史（ナインティナイン）
  - 「すぽると!」コーナー担当：本田朋子、宮澤智

今こそ! フジテレビ大反省会
- 司会：明石家さんま、生野陽子、加藤綾子
- 反省の象徴：笑福亭鶴瓶
- ゲスト：小堺一機、爆笑問題（田中裕二・太田光）、今田耕司、ネプチューン（名倉潤・堀内健・原田泰造）、くりぃむしちゅー（上田晋也・有田哲平）、タカアンドトシ（タカ・トシ）、雨上がり決死隊（蛍原徹・宮迫博之）、山崎弘也（アンタッチャブル）、キャイ〜ン、ビビる大木、小籔千豊、「めちゃ²イケてるッ!」レギュラー、「ピカルの定理」レギュラーほか
- アシスタント：岡村隆史（ナインティナイン）
- 第6リハーサル室：ずん（やす・飯尾和樹）、ドランクドラゴン（鈴木拓・塚地武雅）

めざましテレビ 27時間テレビ“女子力全開”スペシャル
- 司会：三宅正治、生野陽子、加藤綾子
- アシスタント：加藤浩次（極楽とんぼ）

笑っていいとも!Presents 眠気なんて吹っとばせ! チャレンジするなら?今でしょ!スペシャル
- 司会：森田一義（タモリ）
- いいとも!レギュラー
  - 月曜：香取慎吾（当時・SMAP）、三村マサカズ（さまぁ〜ず）、千原ジュニア（千原兄弟）、渡辺直美、指原莉乃（当時・HKT48）、武井壮、林修
  - 火曜：中居正広（当時・SMAP）、大竹一樹（さまぁ～ず）、バナナマン（日村勇紀・設楽統）、ローラ、澤部佑（ハライチ）
  - 水曜：タカアンドトシ（トシ・タカ）、柳原可奈子、栗原類、アルコ&ピース（平子祐希・酒井健太）、ウエストランド（河本太・井口浩之）、パンサー（菅良太郎・尾形貴弘・向井慧）
  - 木曜：山崎弘也（アンタッチャブル）、ベッキー、ピース
  - 金曜：関根勤、草彅剛（当時・SMAP）、劇団ひとり、木下優樹菜、鈴木浩介
  - ホリデーレギュラー：鈴木福
  - いいとも青年隊：noonboyz
  - アシスタント：今田耕司
    - 番組のテーマ曲であるウキウキwatchingは流れず、タモリの「〜かな？」「いいとも！」のコールアンドレスポンスも一切行われなかった。
    - タイトルコールも「笑っていいとも!presents」の部分が省略され、このコーナー内で「いいとも!」の表記が一切無かった。
    - また、「テレフォンショッキング」を始めとして通常放送で実施していたコーナーが行われていない。
    - 2014年3月31日の放送にて『笑っていいとも!』の放送が終了したため、『FNS27時間テレビ』での「笑っていいとも!」のコーナーはこれが最後となった。

BISTRO SMAP 27時間テレビスペシャル
- 出演：SMAP（中居正広・木村拓哉・稲垣吾郎・草彅剛・香取慎吾）
- アシスタント：今田耕司

爆笑 大日本アカン警察 27時間テレビ特別版 生アカンリサーチ
- 司会：ダウンタウン（浜田雅功・松本人志）
- スペシャルジャッジゲスト：櫻井翔（嵐）

JRA中央競馬実況中継「第49回小倉記念（GIII）」（小倉競馬場から生中継）
- 進行：優木まおみ（解説）、福原直英（レース実況）

人志松本のすべらない話 特別編「男と女にまつわるゆるせない話」
- 司会：松本人志（ダウンタウン）

出演：千原ジュニア、宮川大輔、博多大吉（博多華丸・大吉）、小籔千豊、バカリズム、渡部建（アンジャッシュ）、山里亮太（南海キャンディーズ）、秋山竜次（ロバート）
西野亮廣（キングコング）
サザエさん
- ゲスト声優：小出恵介、森三中（黒沢かずこ・大島美幸・村上知子）

グランドフィナーレ
- 新人アナウンサー提供読み：木村拓也、三上真奈、内田嶺衣奈
- 立会人：牧原俊幸（当時・フジテレビアナウンス室長）

また、ビートたけしが「ほこ×たけ中継」として複数の時間帯に出演した（火薬田ドンを参照）。

## ゲスト
- ナインティナイン（岡村隆史・矢部浩之）
- 加藤浩次（極楽とんぼ）
- よゐこ（濱口優・有野晋哉）
- 鈴木紗理奈
- 雛形あきこ
- AKB48（大島優子[注釈 10]・渡辺麻友[注釈 10]・柏木由紀・高橋みなみ[注釈 10]・小嶋陽菜[注釈 10]・板野友美[注釈 10]・島崎遥香[注釈 10]・横山由依[注釈 10]・川栄李奈[注釈 10]・入山杏奈[注釈 10]）
- 指原莉乃（当時HKT48）
- 松井玲奈（当時SKE48）
- 山本彩（当時NMB48）
- ブラックマヨネーズ（小杉竜一・吉田敬）
- 磯野貴理子
- 島崎和歌子
- 中居正広（当時SMAP）
- ビートたけし
- 笑福亭鶴瓶
- 小堺一機
- 爆笑問題（太田光・田中裕二）
- ネプチューン（名倉潤・原田泰造・堀内健）
- くりぃむしちゅー（有田哲平・上田晋也）
- 今田耕司
- タカアンドトシ（タカ・トシ）
- 雨上がり決死隊（宮迫博之・蛍原徹）
- 山崎弘也（アンタッチャブル）
- キャイ〜ン（ウド鈴木・天野ひろゆき）
- ずん（やす・飯尾和樹）
- たんぽぽ（川村エミコ・白鳥久美子）
- 敦士
- 重盛さと美
- 三中元克
- ピース（又吉直樹・綾部祐二）
- モンスターエンジン（西森洋一・大林健二）
- ハライチ（澤部佑・岩井勇気）
- 平成ノブシコブシ（吉村崇・徳井健太）
- 渡辺直美
- 千鳥（大悟・ノブ）
- 西内まりや
- 加賀美セイラ
- 三宅正治（フジテレビアナウンサー）
- 生野陽子（フジテレビアナウンサー）
- 加藤綾子（当時フジテレビアナウンサー）
- タモリ
- 香取慎吾（当時SMAP）
- さまぁ〜ず（三村マサカズ・大竹一樹）
- 千原ジュニア（千原兄弟）
- 武井壮
- 林修
- バナナマン（設楽統・日村勇紀）
- ローラ
- 柳原可奈子
- 栗原類
- アルコ&ピース（平子祐希・酒井健太）
- ウエストランド（井口浩之・河本太）
- パンサー（尾形貴弘・菅良太郎・向井慧）
- ベッキー
- 関根勤
- 草彅剛（当時SMAP）
- 劇団ひとり
- 木下優樹菜
- 鈴木浩介
- 鈴木福
- 木村拓哉（当時SMAP）
- 稲垣吾郎（当時SMAP）
- ダウンタウン（浜田雅功・松本人志）
- 櫻井翔（嵐）
- 宮川大輔
- 博多大吉（博多華丸・大吉）
- 小籔千豊
- バカリズム
- 渡部建（アンジャッシュ）
- 山里亮太（南海キャンディーズ）
- 秋山竜次（ロバート）
- 西野亮廣（キングコング）
- 玉置浩二
- 青田典子
- 岡本真夜
- 相川七瀬
- 渡辺真知子
- 中村あゆみ
- 坂本冬美
- ももいろクローバーZ（百田夏菜子・玉井詩織・佐々木彩夏・有安杏果[注釈 10]・高城れに）
- ゴールデンボンバー（鬼龍院翔・喜矢武豊・歌広場淳・樽美酒研二）

出演順

## 視聴率
ビデオリサーチ調べ・関東地区・世帯
番組全体の平均視聴率は過去最低（当時）の9.8%（関東地区、ビデオリサーチ社調べ） で『FNS27時間テレビ』史上初めて10%を割り込んだ。瞬間最高視聴率は、関東地区で20.8%（関東地区、ビデオリサーチ社調べ）を記録。
コーナー別視聴率（下記参照・関東地区）
| 視聴率 | 集計時間           | コーナー名                                                                                              |
| ------ | ------------------ | --- |
| 08.1%  | 3日 18:30 - 19:00  | グランドオープニング                                                                                    |
| 10.4%  | 3日 19:00 - 21:00  | めちゃ²イケてるッ! 生爆烈お父さん オヤジも全力スペシャル!!                                              |
| 13.5%  | 3日 21:00 - 23:30  | ホンマでっか!?TV 27時間テレビスペシャル版                                                               |
| 12.7%  | 3日 23:30 - 翌0:30 | アウト×デラックスPRESENTS 朝までできない?生テレビ!                                                      |
| 08.6%  | 4日 0:30 - 3:00    | さんま・中居の今夜も眠れない                                                                            |
| 04.0%  | 4日 3:00 - 5:00    | 今こそ! フジテレビ大反省会                                                                              |
| 04.6%  | 4日 5:00 - 6:00    | 今こそ! フジテレビ大反省会                                                                              |
| 06.8%  | 4日 6:00 - 7:00    | めざましテレビ 27時間テレビ“女子力全開”スペシャル                                                       |
| 08.7%  | 4日 7:00 - 10:00   | ミスターFNSコンテスト 〜お前らを惚れさせてやるグランプリ!〜                                             |
| 08.8%  | 4日 10:00 - 12:00  | 笑っていいとも!Presents 眠気なんて吹っとばせ! チャレンジするなら?今でしょ!スペシャル                    |
| 10.0%  | 4日 12:00 - 15:30  | BISTRO SMAP 27時間テレビスペシャル〜爆笑 大日本アカン警察 27時間テレビ特別版 生アカンリサーチ〜競馬中継 |
| 11.4%  | 4日 15:30 - 18:30  | 男と女にまつわるゆるせない話〜真夏のなでしこ歌謡祭                                                      |
| 14.9%  | 4日 18:30 - 20:54  | サザエさん 27時間テレビスペシャル〜グランドフィナーレ                                                   |

## スタッフ
[FNSの日 制作実行委員会]
- - 実行委員長：田村敬
  - 副委員長：大多亮
  - 事務局長：神戸慎司
  - ネットワーク部：佐藤真紀子、島谷真理
  - 情報制作局：角谷公英、岩村真理子
  - スポーツ局：小須田和彦、吉田博章、吉田昇
  - 広報部：手塚朝美
  - 広告宣伝部：佐藤未郷
  - 営業推進部：吉田高次、神崎素子
  - 総務サービス部：板倉格人
  - データ放送：清水淳司
  - ホームページ：山﨑吉広
  - コンテンツデザイン：三木絵里加
- 構成：鈴木おさむ、福原フトシ、金森直哉、オークラ
- 作家：安部裕之、天野慎也、石原健次、大井洋一、大野ケイスケ、小笠原英樹、小川浩之、柏木克紀、加藤正人、木村祐一、くらなり、倉本美津留、小林清人、酒井健作、鈴木工務店、舘川範雄、田中至、都築浩、鶴間政行、永井ふわふわ、なかじまはじめ、野々村友紀子、長谷川朝二、樋口卓治、藤森琢子、堀江利幸、松井洋介、宮丸直子、樅野太紀、森永あっこ、安田聡太、山内正之、横田俊介、横山雄一郎
- ナレーション：鈴木英一郎、バッキー木場、松元真一郎

〈フジテレビ技術〉
- - 技術プロデューサー：長田崇
  - TD：松本英士
  - TD・SW：高田治、伊澤明男、岩田一巳、上村克志、上藪直志、大嶋徹、岡田和美、長田崇、河西純、片平哲也、亀井幸恵、斉藤伸介、坂本淳一、佐々木信一、先崎聡、高瀬義美、田代桂介、田原健二、長瀬正人、野中宏次、福田立基、藤本伸一、藤本敏行、松井光太郎、岩沢忠夫、村川正晃、村野哲也、山本宏、米山和孝、和田篤
  - カメラ：上田容一郎、青木一浩、秋山勇人、伊郷憲二、石井友幸、上田軌行、江藤秀一、小川経一、小川利行、木下鉄也、小池悟志、小林知司、斉藤伸介、高田治、馬塲義土、藤江雅和、古俣智則、松田幸佑、宮崎健司、横山政照、吉川和彦、若林茂人、宮本直也、山田充弘、鈴木健司、佐藤大視、伴野匡、船橋明扶、植松賢一
  - 映像：末永丈士、石井雅紀、大塚高矢、久木野淳、郡司洋、斎藤雄一、澤田将人、高橋正直、山下悠介、中島武士、橋本靖、宮本学、水野博道、谷古宇利勝、山本宏、横井甲児、北村智宏、神宮みほ、石井利行、田中昭博、遠藤千翼、松本賢二、蜷川太一、古川毅、原田昌宏
  - 音声：菊池道元、綾高興、伊藤裕樹、加瀬悦史、河野弘幸、国澤藤一、鈴木洋介、高橋敬、高橋幸則、田口翔、中村峰子、藤田勝己、本間祥吾、村脇昭一、森田篤、和田啓之、松原瑞貴、奈良岡純一、山田公次郎、北野尚史、久馬邦一
  - 照明：安藤雄郎、小林敦洋、小熊豊、川田敦史、北澤正樹、藤本潤一、堀田耕二、嶺岸一彦、宗像徹馬、本澤啓史、八木原伸治、和田智裕、渡辺啓史、安藤雅夫、植松勇至、今戸利彦、内山昌裕、小井出正夫、加瀬弘行、斉藤浩一
  - 音響効果：大久保吉久、笠松広司、金子喜久夫、北澤寛之、小堀一、坂本洋子、高田智彰、田中寿一、中田圭三、若月正幸、渡辺徹
  - 編集：瓜田利昭
  - MA：吉田肇
  - 回線：吉村理希
  - 放送部：橋本康二、宮本広
  - 設備運用部：新井清志
- 技術協力：ニューテレス、共同テレビ、fmt、サンフォニックス、共立、田中電設、明光セレクト、東通、東邦航空、サークル、IMAGICA、共同エディット、OKK、パッチワークスタジオ、J-WORKS、4-Legs、3×7、Digitalcircus、プロジェクト80、BABY SOUND LUCK、マルチバックス、インターナショナルクリエイティブ、STUDIO4℃、デジデリック、NAKE、PARK GRAPHICS、Rice, Field.Inc
- 協力：浅草ビューホテル、伊良湖岬灯台茶屋、株式会社アドゲイプロモーション、株式会社イマジナリーパワー、北沢産業株式会社、株式会社ジール、東京オフラインセンター、東京チューブ、ハッスル東京、服部栄養専門学校/結城摂子、ハーフトーンミュージック、藤川産業、松山市、丸玉屋、茨城県立水戸高等特別支援学校
  -     - フジテレビオール技術スタッフ

〈フジテレビ美術〉
- - 美術プロデューサー：三竹寛典
  - デザイン：鈴木賢太、武田紗代子、棈木陽次、水上啓光、齋田崇史、邨山直也、永井達也
  - 美術進行：村瀬大、林勇、西嶋友里、内山高太郎、荻原美樹雄、糀田学、鈴木真吾、中村秀美、矢野雄一郎
  - CGプロデューサー：久保田幸
  - CGディレクター：佐藤康夫、瀬井貴之、鈴木鉄平、千代祥子、秋里直樹
  - CGデザイナー：木本禎子
  - CG送出：齋藤芳崇、宮下幸恵
  - CG制作：八木嶋典子、相馬揚介
  - 美術協力：東宝舞台、チトセアート、国新産業、ヤマモリ、ナカムラ総美、エスケイシステム、輿進電化、テルミック、野沢園、京阪商会、テレフィット、神田屋、京花園、千葉洋行、東京衣裳、山田かつら、コマデン、東京特殊効果 
    - フジテレビオール美術スタッフ

〈約1回目のプロポーズ〉
- - プロデューサー：中野利幸、前田茂司
  - キャスティングプロデューサー：伊東雅子
  - ラインプロデューサー：善田真也
  - 録音：三澤武徳
  - 記録：柴山あすか
  - 助監督：高明
  - 監督助手：飛田一樹、杉本達哉
  - 制作進行：村上俊輔
  - 演技事務：菊池香里
  - 制作協力：楽映舎
- 制作協力：ガスコイン・カンパニー、ザ・スピングラス、THE WORKS、厨子王、スタッフラビ、D:COMPLEX、NEXTEP/よしもとクリエイティブ・エージェンシー、人力舎、太田プロダクション、ナチュラルエイト、浅井企画、AKS、オフィス北野、ジャニーズ事務所、タイタン、田辺エージェンシー、DENNER systems、ワタナベエンターテインメント
- タイムキーパー：松下絵里、水越理恵、楮本眞澄、斉藤裕里、江野澤郁子、平野美紀子、槇加奈子、山口奈保美、髙木美紀、海老澤廉子、星美香、後藤広子
- デスク：若林咲子、川野友美、市川亜季、伊藤藍、小林琴美、曽我加仰里、弦牧和子、富張明子、中村祥子、保坂美帆、松尾裕子、宮下智澄、渡辺美保
- キャスティングプロデューサー：児玉芳郎、高橋味楓
- アシスタントプロデューサー：倉科知美、林田直子
- 制作進行：鳥羽正人
- フロアディレクター︰石川隼
- フジテレビディレクター：秋山将慶、東隆志、麻生裕久、荒井勇輔、新井孝輔、有田武史、石武士、石田昌浩、石野浩史、池田哲也、伊藤嘉彦、犬飼義啓、井上真吾、印田弘幸、内山真吾、浦川瞬、蝦名奈月、遠藤達也、太田秀司、大野悟、岡田純一、岡野彰男、小倉伸一、加藤智章、金只和史、鎌田健太、神尾昌宏、川島晶子、川本賢一郎、木月洋介、久野和洋、小林雅知、近藤真広、佐藤正樹、篠崎友和、渋川大輔、渋谷曜、島田和正、下田亮太、庄司裕暁、城間康男、杉原裕一、鈴木剛、鈴木浩晃、住田崇、高橋正尚、武田誠司、田村優介、出口敬生、当麻晋三、徳舛充人、戸渡和孝、中川将史、中嶋亮介、永田修一、西田賢、西原信行、八巻圭史、日置祐貴、平野隼人、廣井敦、福司龍太、藤崎友和、堀川香奈、松永健太郎、松原裕、松本泰治、丸山剛、萬匠祐基、三浦淳、水野将仁、蜜谷浩弥、三宅恵介、宮崎鉄平、吉川修、吉倉瑞穂、吉田渉、代々木明徳、若松芳行、渡辺恭三、渡辺剛/小仲正重、木村剛、竹内誠、鈴木善貴
- フジテレビプロデューサー：赤池洋文、朝倉千代子、飯村徹郎、石川綾一、石田央美、乾充貴（関西テレビ）、岩村真理子、上野貴央、宇賀神裕子、瓜生夏美、大川友也、大川泰、岡村恭子、小澤慧里子、明松功、角谷公英、金井尚史、桐谷太一、金佐智絵、黒木彰一、河本晃典、塩谷亮、竹内承、竹内誠、田隝宗昭、土田芳美、原島雅之、春名剛生、藤村えりこ、双川正文、宮崎孝幸、山本布美江、利光ともこ、和田健/きくち伸、朝妻一、坪井貴史
  - フジテレビバラエティ制作部 オールスタッフ
- 制作：宮道治朗、佐々木将
- チーフプロデューサー：亀高美智子
- 総合演出：渡辺琢
- ゼネラルプロデューサー：港浩一
- 制作著作：フジテレビ/フジネットワーク27社